# Rafik Ben Salah
Rafik Ben Salah (* 31. März 1948 in Moknine, Tunesien; † 14. Oktober 2024 in Orbe) war ein tunesisch-schweizerischer Schriftsteller.

## Leben
Rafik Ben Salah wuchs in Tunesien auf. Er zog im Alter von 20 Jahren nach Paris, wo er an der Sorbonne Nouvelle studierte. In der Region Lausanne war er bis zu seiner Pensionierung 2013 als Gymnasiallehrer für Französisch und Geschichte tätig.
Er war Mitglied des Verbandes Autorinnen und Autoren der Schweiz (AdS) und der Association vaudoise des écrivains (AVE). Ben Salah lebte in Moudon.

## Auszeichnungen
- 1987: Prix de la meilleure œuvre franco-maghrébine für Retour d'exil
- 1992: Einzelwerkpreis der Schweizerischen Schillerstiftung für Lettres scellées au président
- 1999: Prix Lipp Suisse für Le Harem en péril
- 2004: Prix des écrivains vaudois
- 2012: Comar d’or – Prix spécial du jury für Les Caves du minustaire

## Werke
- Retour d’exil. Roman. Publisud, Paris 1987.
- Lettres scellées au président. Roman. Rousseau, Genf 1991.
- La prophétie du chameau. Roman. Rousseau, Genf 1993.
- Le Harem en péril. Erzählungen. L’Âge d’Homme, Lausanne 1999.
- L’Œil du frère. Erzählungen. L’Âge d’Homme, Lausanne 2001.
- Récits de Tunisie. Erzählungen. L’Âge d’Homme, Lausanne 2004.
- La mort du Sid. Roman. L’Âge d’Homme, Lausanne 2005.
- La véritable histoire de Gayoum Ben Tell. Erzählungen. Xenia, Vevey 2007.
- L’invasion des criquets de terre et autres nouvelles de la dérive ordinaire. Erzählungen. L’Âge d’Homme, Lausanne 2009.
- Les caves du minustaire. Roman. L’Âge d’Homme, Lausanne 2011.
- Drames de femmes et autres trames. Erzählungen. L’Âge d’Homme, Lausanne 2016.